# Canton de Solignac-sur-Loire
Le canton de Solignac-sur-Loire est une ancienne division administrative française, située dans le département de la Haute-Loire, en région Auvergne.

## Composition
Le canton de Solignac-sur-Loire groupait cinq communes :
- Bains : 1 219 habitants
- Le Brignon : 588 habitants
- Cussac-sur-Loire : 1 747 habitants
- Saint-Christophe-sur-Dolaison : 955 habitants
- Solignac-sur-Loire : 1 185 habitants

## Histoire
Le canton a été supprimé en mars 2015 à la suite du redécoupage des cantons du département et les cinq communes ont rejoint le canton du Velay volcanique dont Cussac-sur-Loire est le bureau centralisateur.

## Représentation

### Conseillers généraux de 1833 à 2015
| Période           | Identité                     | Parti                  | Qualité |
| ----------------- | ---------------------------- | ---------------------- | --- |
| 1833-1848         | Joseph Bertrand (1785-1864)  | Majorité ministérielle | Propriétaire à Solignac Député (1829-1836) Président du Conseil Général                                          |
| 1848-1852         | Marie Charles Henri Chouvy   |                        | Notaire à Bains                                                                                                  |
| 1852-1864 (décès) | Jean-Pierre dit Léon Pellion |                        | Général de division, Le Puy                                                                                      |
| 1864-1871         | Louis Bertrand (1817-1892)   |                        | Président du Tribunal civil du Puy                                                                               |
| 1871-1886         | Ernest Vissaguet             | Républicain            | Avocat Député (1876-1877), Sénateur (1879-1920)                                                                  |
| 1886-1892         | Baron Lucien Reynaud         | Droite                 | Propriétaire |
| 1892-1910         | Antoine Ravoux (1862-?)      | Républicain            | Avocat au Puy-en-Velay                                                                                           |
| 1910-1918         | Casimir Gerbier              | Droite                 | Boulanger Maire du Brignon (1904-1918)                                                                           |
| 1918-1919         | siège vacant                 |                        | |
| 1919-1928         | Jean-Baptiste Pagès          | Républicain            | Négociant à Solignac-sur-Loire                                                                                   |
| 1928-1940         | Jean-Pierre Rocher           | Conservateur           | Maire de Saint-Christophe-sur-Dolaison, conseiller d'arrondissement Nommé conseiller départemental en 1942       |
|                   |                              |                        | |
| 1945-1955         | Félix Amargier               | SFIO                   | Agriculteur Maire du Brignon (1944-1947)                                                                         |
| 1955-1973         | Pierre Pagès                 | Rad.                   | Maire de Solignac-sur-Loire (1953-1971)                                                                          |
| 1973-1979         | Pierre Pouilhe               | UDR puis RPR           | Maire de Bains                                                                                                   |
| 1979-1985         | Jean-Jacques Gagne           | UDF                    | Chef de section à la DDA Maire de Solignac-sur-Loire (1971-1989)                                                 |
| 1985-1992         | Jean-Pierre Brossier         | app.PS                 | Maire de Cussac-sur-Loire (1978-2020)                                                                            |
| 1992-2015         | Michel Decolin               | UMP                    | Intendant de l'Éducation nationale vice-président du Conseil général Maire de Bains Député suppléant depuis 2012 |

### Conseillers d'arrondissement (de 1833 à 1940)
| Période                                  | Période           | Identité                        | Étiquette    | Qualité |
| ---------------------------------------- | ----------------- | ------------------------------- | ------------ | --- |
| 1833                                     | 1833 (annulation) | M. Jarousse                     |              | Propriétaire à Solignac                                                                                     |
| 1833                                     | 1845              | Pierre Liautaud                 |              | Propriétaire, maire de Bains                                                                                |
|                                          |                   |                                 |              | |
|                                          | 1907              | Jean-Baptiste Dufour            |              | Greffier de la justice de paix                                                                              |
| 1907                                     |                   | M. Pagès                        |              | |
|                                          |                   |                                 |              | |
| 1919                                     | 1928              | Jean-Pierre Rocher              | Droite       | Maire de Saint-Christophe-sur-Dolaison                                                                      |
|                                          |                   |                                 |              | |
| 1931                                     | 1940              | Victor Élie Joubert (1876-1959) | Nationaliste | Cultivateur, négociant en vins, maire de Bains                                                              |
| 1940                                     |                   |                                 |              | Les conseils d'arrondissement ont été suspendus par la loi du 12 octobre 1940 et n'ont jamais été réactivés |
| Les données manquantes sont à compléter. |                   |                                 |              | |

## Démographie
| 1962  | 1968  | 1975  | 1982  | 1990  | 1999  | 2006  | 2011  | 2012  |
| ----- | ----- | ----- | ----- | ----- | ----- | ----- | ----- | ----- |
| 3 479 | 3 415 | 3 668 | 4 354 | 4 765 | 4 919 | 5 381 | 5 780 | 5 812 |